# Elias Hesse
Elias Hesse (* 12. November 1658 in Ottendorf bei Sebnitz; † nach 1689) war ein deutscher Asienreisender des 17. Jahrhunderts, der einen Bericht über seine Reise nach Südostasien (Ostindien) hinterließ.

## Leben
Hesse wurde als Sohn des Müllers Georg Hesse geboren, der 1656 in die heutige Pietzschmühle in Ottendorf eingeheiratet hatte. Mit zwölf Jahren verließ er das Elternhaus, später arbeitete er als Kanzlist in Dresden. 1680 wurde er von dem Bergkommissar Benjamin Olitzsch für eine Expedition nach Sumatra als Bergschreiber angeworben, wohin er schon bald mit einer Gesellschaft von insgesamt 20 Bergleuten aufbrach. Dort sollte die Gruppe für die Niederländische Ostindien-Kompanie in den Minen bei Sillida (südlich von Padang) nach Gold schürfen. Das Unternehmen verlief jedoch katastrophal. Schon nach drei Jahren waren Olitzsch und 15 seiner Bergleute tot, nicht wenige der an diesem Unternehmen beteiligten Europäer, so auch Hesse, kehrten daraufhin in die Heimat zurück. Am 24. Februar 1683 verließ er Batavia mit dem Schiff Goudenstein und erreichte Texel am 26. Oktober 1683. Spätestens ab 1689 lebte er in Kölln an der Spree. Sein Todesdatum ist unbekannt.

## Werk

Frontispiz von E. Hesse Ost-Indische Reise-Beschreibung (zweite Ausgabe, 1690)

1687 publizierte Hesse seine Ost-Indische Reise-Beschreibung, oder Diarium, was bey der Reise des Churfürstl. Sächs. Raths und Berg-Commissarii D. Benjamin Olitzschens, im Jahr 1680 von Dreßden aus biß in Asiam auff die Insul Sumatra Denckwürdiges vorgegangen, aufgezeichnet von Elias Hessen (Dreßden: Günther / Pirna: Stremel). 1690 erschien eine zweite, von Hesse selbst revidierte Ausgabe im Leipziger Verlag von Michael Günther. Bei der dritten, 1735 gedruckten Ausgabe handelt es sich lediglich um einen Nachdruck der Edition von 1690. Die aktuelle Ausgabe der Reise-Beschreibung trägt den Titel Gold-Bergwerke in Sumatra 1680–1683 (Nijhoff, Den Haag 1931) und basiert auf der zweiten Ausgabe des Jahres 1690.
Johann Beckmann, Autor eines zweibändigen Werkes zur Reiseliteratur, hielt Hesses Bericht als literarische Arbeit für nicht sonderlich bedeutsam und kommentierte den Reisebericht im Jahr 1810: „Sie ist in einer schlechten Schreibart abgefasset und hat außer dem, was von dem Bergwerk auf Sumatra gemeldet ist, wenig, was der Anzeige werth wäre“. Dennoch ist bemerkenswert, dass Elias Hesse bereits das Münchhausen-Abenteuer vom Tiger und Krokodil zu erzählen weiß. Als historische Quelle ist das Werk nützlich, da es ausführliche Angaben enthält, darunter auch einige Informationen aus erster Hand.